# Rollie Massimino
Roland Vincent Massimino, detto Rollie (Hillside, 13 novembre 1934 – West Palm Beach, 30 agosto 2017), è stato un allenatore di pallacanestro statunitense.

## Palmarès
- Campionato NCAA: 1

Villanova University: 1985